# Myginda gaumeri
Myginda gaumeri là một loài thực vật có hoa trong họ Dây gối. Loài này được Loes. mô tả khoa học đầu tiên năm 1898.